# Monte Idoukal-n-Taghès
El monte Idoukal-n-Taghès, también conocido como Monte Bagzane o Bagzan, es la montaña más elevada de Níger, con una altitud de 2022 m s. n. m. Se encuentra en la parte central-meridional del Macizo de Air, en el extremo norte de la meseta Bagzane. La localidad de Aoueras se encuentra al suroeste de la montaña mientras que el centro de peregrinación de Abatol se encuentra a sus pies. Debido a su elevada altitud, el monte Idoukal-n-Taghès alberga varias especies vegetales tropicale y sahariano-mediterráneas no registradas en ninguna otra parte del país.
Las fuentes oficiales nigerinas e internacionales creyeron hasta 2001 que, con 2310 m s. n. m. el monte Gréboun era el punto situado a mayor altitud de Níger. Sin embargo ese año nuevas mediciones otorgaron a la montaña una altura de únicamente 1994 m s. n. m. El monte Gréboun presenta un relieve más destacado que el Idoukal-n-Taghès, que se encuentra dentro de un macizo con una altitud media de 1609 m s. n. m.